# Overath

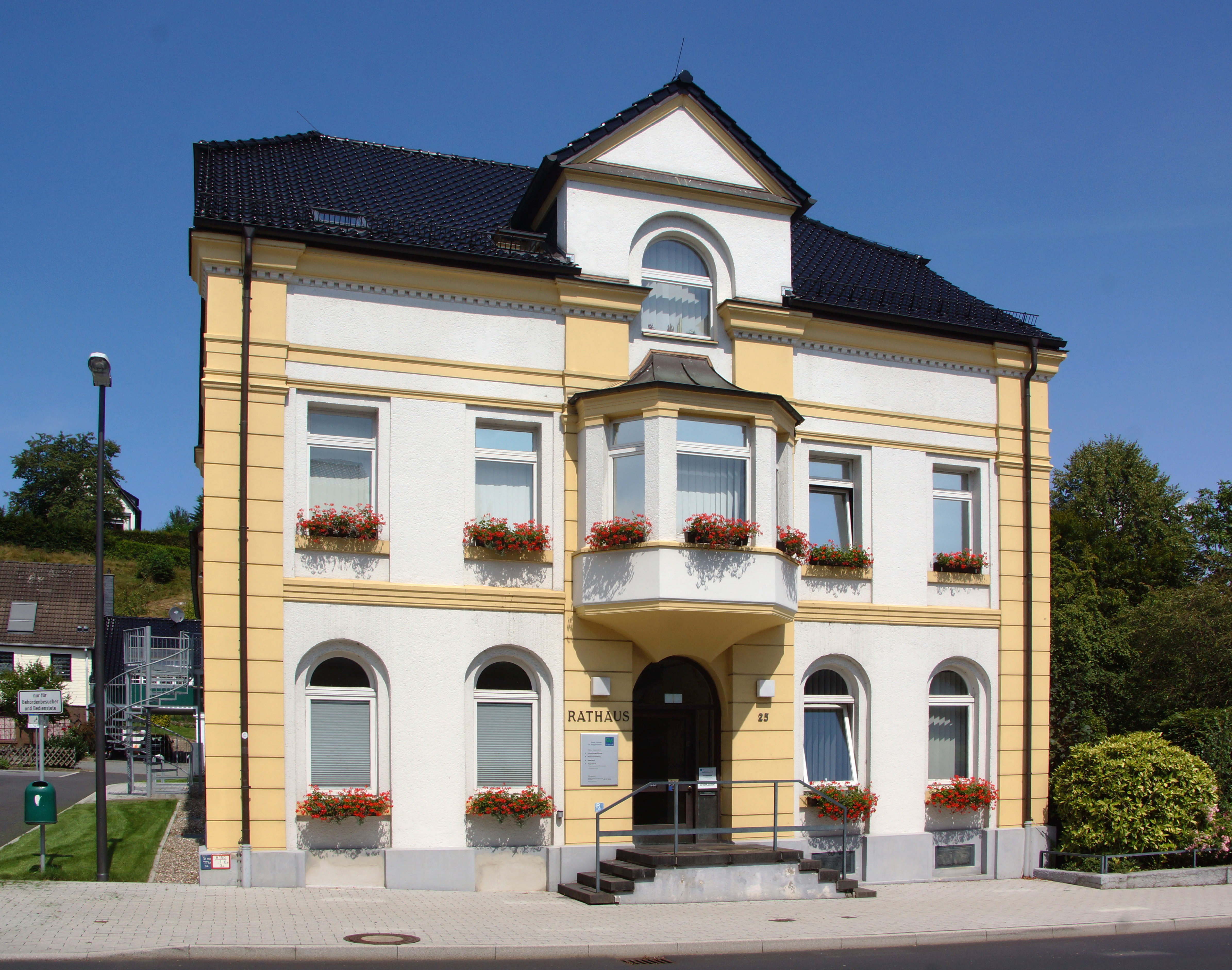
Rathaus Overath

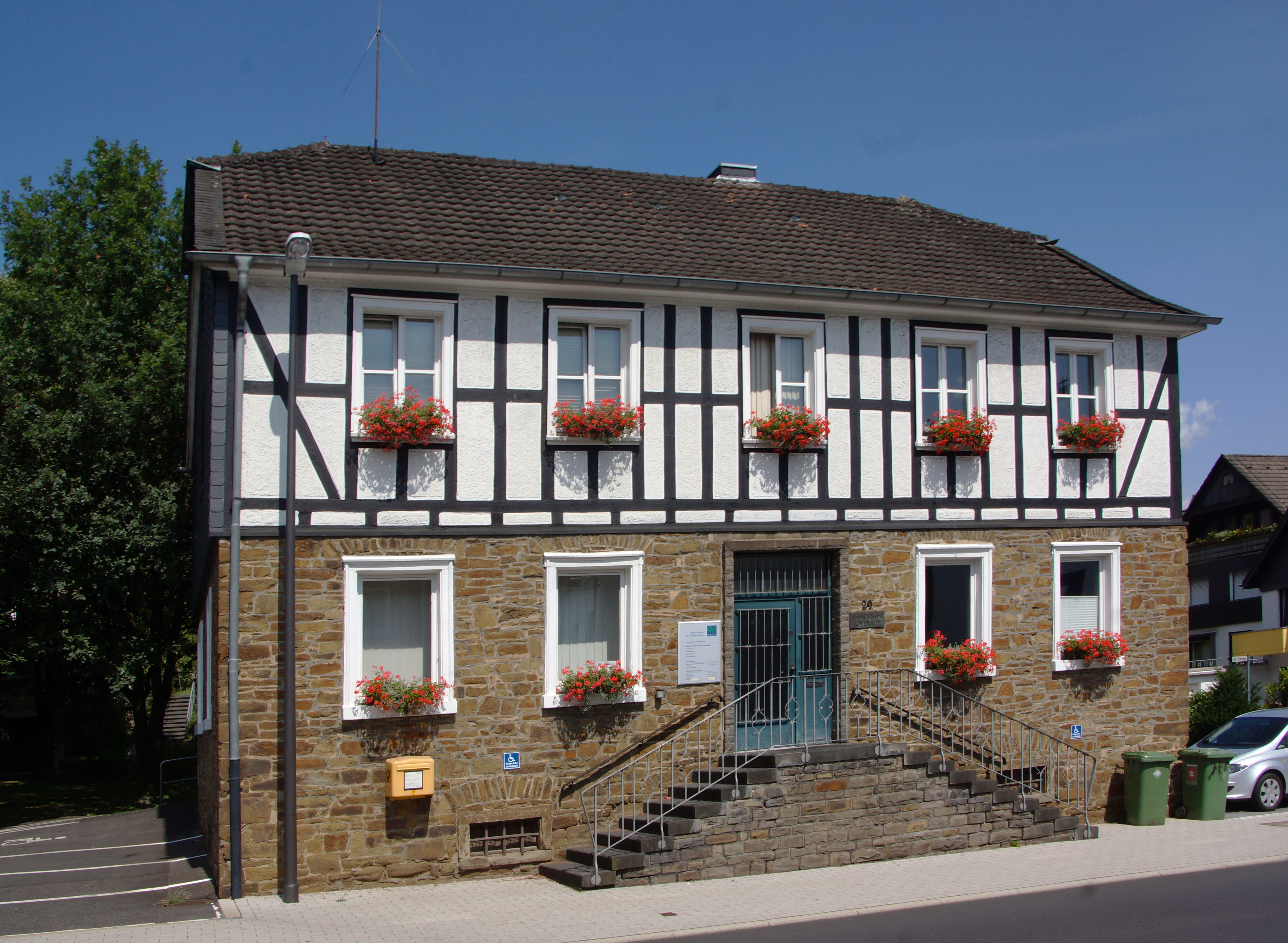
Standesamt Overath

Overath ist eine mittlere kreisangehörige Stadt im Rheinisch-Bergischen Kreis im Süden des Landes Nordrhein-Westfalen. Die Ortschaft wurde im Jahre 1060 erstmals erwähnt.

## Geographie

### Lage
Der Hauptort liegt etwa 25 Kilometer östlich von Köln im Aggertal im Bergischen Land. Die weiteren Ortslagen befinden sich im Aggertal, im angrenzenden Sülztal und auf den umliegenden Anhöhen.
Höchster Punkt des Stadtgebietes, und auch des gesamten Rheinisch-Bergischen Kreises, ist mit 348 m ü. NHN der Kleine Heckberg bei Federath.

### Nachbarstädte und -gemeinden
An Overath grenzen (im Uhrzeigersinn) im Westen Rösrath und im Nordwesten Bergisch Gladbach (beide Rheinisch-Bergischer Kreis), im Norden Kürten (Rheinisch-Bergischer Kreis), im Nordosten Lindlar und im Osten Engelskirchen (Oberbergischer Kreis) sowie im Südosten Much, im Süden Neunkirchen-Seelscheid und im Südwesten Lohmar (Rhein-Sieg-Kreis).

### Stadtteile
Neben dem Hauptort mit etwa 8000 Einwohnern gehören zur Stadt Overath folgende Stadtteile:
| Karte der Stadtteile Overaths | - Brombach - Heiligenhaus - Immekeppel - Marialinden - Steinenbrück - Untereschbach - Vilkerath |

Weitere Ortslagen sind die Ortsteile:
Abelsnaaf – Aggerhof – Aggermühle – Alemich – Altenbrück – Bettenachen – Bengelshöhe – Bernsau – Birken – Birkenhof – Bixnaaf – Bixnaafermühle – Blindenaaf – Blindenaafermühle – Breidenassel – Breitenstein – Brombacherberg – Broich – Brücke – Büchel – Burg – Burghof – Burgholz – Büscherhöfchen – Büscherhöfchen – Cyriax – Dahl – Diepenbroich – Eulenthal – Fahn – Falkemich – Federath – Ferrenberg – Fischermühle – Großbernsau – Großbuchholz – Großoderscheid – Großhurden – Großschwamborn – Grube Nikolaus – Hagen – Halfenslennefe – Halzemich – Hammermühle – Hardt – Hentgesnaaf – Höhe – Hufe – Hufenstuhl – Katzemich – Kepplerburg – Kirschbaum – Klef – Klefhaus – Kleinoderscheid – Kleinschwamborn – Kotten – Krahwinkel – Kram – Krampenhöhe – Kreutzhäuschen – Landwehr – Leffelsend – Linde – Lokenbach – Lölsberg – Lombachsmühle – Lorkenhöhe – Meegen – Meegen – Meesbalken – Mittelbech – Mittelauel – Neichen – Neuenhaus – Niedergrützenbach – Oberauel – Obergrützenbach – Obermiebach – Obersteeg – Obervilkerath – Oderscheiderberg – Oderscheiderfeld – Probstbalken – Rappenhohn – Rittberg – Rott – Rottfeld – Schalken – Schiefenthal – Schlingenthal – Schmitzbüchel – Schommelsnaaf – Schwellenbachermühle – Siebelsnaaf – Siefen – Tixhoven – Unterauel – Untermiebach – Untervilkerath – Vilshoven – Viersbrücken – Voßwinkel – Warth – Wasser – Weißenstein – Wüststeimel

## Geschichte

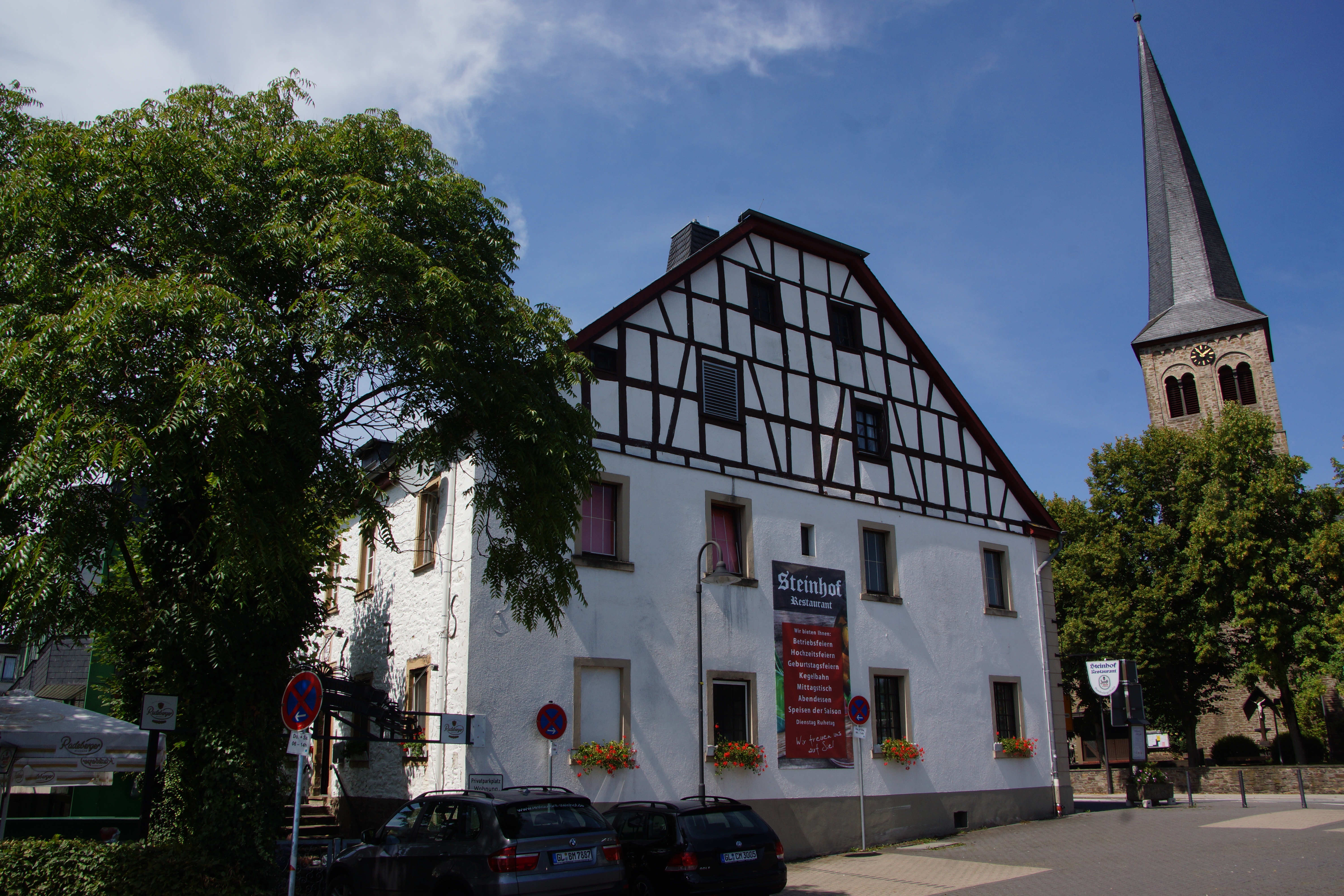
Der Steinhof, heute ein Restaurant, ist eine der ältesten Niederlassungen in Overath. Das jetzige Gebäude stammt aus dem Jahr 1662.

Bei seiner ersten Erwähnung um 1065 hieß der Ort „Achera“ (nach der Agger). Vermutlich wegen der Ansiedlung an der Aue-Rodung änderte sich der Name zu „Ouerode“ (etwa 1280), „Ovverode“ (1304), „Overadt“ (1582), und schließlich zu „Overath“. Damals übertrug der Kölner Erzbischof Anno II. den Hofverband Achera – aufgeteilt in Oberacher (achera superior) und Unteracher (achera inferior) – mit allem Zubehör an die von ihm gegründete Abtei Siegburg, wodurch der Abt von Siegburg Grund- und Lehnsherr in Overath wurde. Anno hatte Ober- und Unteracher vom Utrechter Bischof beziehungsweise von einem Grafen Konrad durch Tausch erworben. Im Jahre 1363 wird Overath, nach vorheriger Verpfändung der Gerechtsame im Jahre 1311 und der niederen Gerichtsbarkeit von Overath und Altenrath an den Grafen Adolf VI. von Berg, durch die Übertragung von Amt Löwenberg mit an die Grafen von Berg übertragen. Danach gehörte Overath zum Herzogtum Berg, nach der Bergischen Ämtereinteilung wurde Overath dem Amt Steinbach zugeordnet.
Der Ortsteil Cyriax wurde als Klosterhof vom Siegburger Kloster gegründet, beziehungsweise diesem geschenkt. Der Hof liegt zirka 1,5 km vom Stadtzentrum in unmittelbarer Nähe des Schulzentrums Overath (mit Gymnasium, Sekundar- und Realschule). Heute wird keine Landwirtschaft mehr betrieben, aber der Hof und die Liegenschaften sind noch erhalten.
Bereits um 1250 sind die Overather Honschaften Löderich, Heiliger, Burg, Oderscheid, Miebach, Balken und Vilkerath bezeugt.
Der älteste bekannte Reisebericht aus Overath stammt von 1591. Arnoldus Buchelius (1565–1641) berichtet in seinem Tagebuch u. a. über die Stationen einer Reise über die Brüderstraße, auf der er in Overath übernachtete:
„Ich sah hier eine schöne mit Blei gedeckte Kirche, ein silberklares Flüsschen, in dem sehr viele Forellen waren, die Agger, ein mit schönen Bäumen umpflanztes Schloss im Besitz der Edlen zu Bernsau und ein wunderhübsches, süsses Mädchen, eine wahre Augenweide.“
Overath gehörte ab 1806 zum französischen Satellitenstaat Großherzogtum Berg. Dort wurde bei der Einführung von Verwaltungsstrukturen nach französischem Vorbild im Kanton Lindlar des Arrondissements Mülheim im Département Rhein auch die Mairie (Bürgermeisterei) Overath eingerichtet. Nachdem das Gebiet 1815 an Preußen gefallen war, wurde aus der Mairie die preußische Bürgermeisterei Overath. Diese kam 1816 zum neuen Kreis Mülheim am Rhein und bestand nur aus der Landgemeinde Overath. 1932 kam Overath zum Rheinisch-Bergischen Kreis.
Im Zuge der kommunalen Neugliederung wurden der Gemeinde gemäß § 10 Köln-Gesetz zum 1. Januar 1975 Teile der Stadt Bensberg (Ortsteile Untereschbach und Immekeppel) sowie der Gemeinden Hohkeppel und Rösrath eingegliedert. Am 1. Januar 1997 wurde der Gemeinde das sogenannte Stadtrecht verliehen, das heißt, dass sie von jetzt an die Bezeichnung „Stadt“ führen durfte.

## Bevölkerung

### Einwohnerstatistik
Einwohnerzahlen nach dem jeweiligen Gebietsstand. Werte bis 1970 stammen aus den Volkszählungen. Werte ab 1975 stammen aus der amtlichen Fortschreibung der Verwaltung und beziehen sich auf das 1975 durch das Köln-Gesetz § 10 vergrößerte Stadtgebiet.

Einwohnerentwicklung von Overath von 1825 bis 2017 nach Gebietsständen getrennt (rot vor 1975, blau ab 1975)

| Jahr/Stichtag   | Einwohner |
| --------------- | --------- |
| 1825            | 003.700   |
| 1843            | 004.671   |
| 1846            | 004.685   |
| 1900            | 005.347   |
| 007.05.1939 (1) | 06.511    |
| 029.10.1946 (1) | 10.620    |
| 013.09.1950 (1) | 10.534    |
| 006.06.1961 (1) | 11.544    |
| 001.01.1967 (1) | 13.914    |
| 026.05.1970 (1) | 15.694    |
| Gebietsreform   |           |
| 31.12.1974      | 20.379    |
| 31.12.1975      | 20.606    |
| 31.12.1976      | 20.877    |

| Stichtag   | Einwohner |
| ---------- | --------- |
| 31.12.1977 | 21.051    |
| 31.12.1978 | 21.090    |
| 31.12.1979 | 21.095    |
| 31.12.1980 | 21.476    |
| 31.12.1981 | 21.960    |
| 31.12.1982 | 22.363    |
| 31.12.1983 | 22.610    |
| 31.12.1984 | 22.838    |
| 31.12.1985 | 22.918    |
| 31.12.1986 | 23.169    |
| 31.12.1987 | 22.814    |
| 31.12.1988 | 23.060    |
| 31.12.1989 | 23.435    |
| 31.12.1990 | 23.902    |

| Stichtag   | Einwohner |
| ---------- | --------- |
| 31.12.1991 | 24.413    |
| 31.12.1992 | 24.904    |
| 31.12.1993 | 25.087    |
| 31.12.1994 | 25.192    |
| 31.12.1995 | 25.319    |
| 31.12.1996 | 25.361    |
| 31.12.1997 | 25.713    |
| 31.12.1998 | 25.969    |
| 31.12.1999 | 26.059    |
| 31.12.2000 | 26.115    |
| 31.12.2001 | 26.410    |
| 31.12.2002 | 26.629    |
| 31.12.2003 | 26.964    |
| 31.12.2004 | 27.022    |

| Stichtag   | Einwohner |
| ---------- | --------- |
| 21.12.2011 | 026.749   |
| 31.12.2005 | 27.106    |
| 31.12.2006 | 27.213    |
| 31.12.2007 | 27.081    |
| 31.12.2008 | 27.057    |
| 31.12.2009 | 26.999    |
| 31.12.2010 | 27.170    |
| 31.12.2012 | 26.768    |
| 31.12.2013 | 26.812    |
| 31.12.2014 | 26.977    |
| 31.12.2015 | 27.264    |
| 31.12.2016 | 27.118    |
| 31.12.2017 | 27.062    |
| 31.12.2020 | 27.368    |

### Konfessionsstatistik
Gemäß dem Zensus 2011 waren 49,5 % der Einwohner römisch-katholisch, 20,7 % evangelisch und 29,8 % waren konfessionslos, gehörten einer anderen Glaubensgemeinschaft an oder machten keine Angabe. Der Anteil der Protestanten und Katholiken an der Gesamtbevölkerung ist seitdem gesunken. Mit Stand 31. Dezember 2024 waren von den 27.761 Einwohnern 36,9 % (10.259) katholisch, 15,4 % (4.264) evangelisch und 47,6 % waren konfessionslos oder gehörten einer anderen Glaubensgemeinschaft an.

## Politik

### Stadtrat
Der Stadtrat hat 44 Sitze und wird alle fünf Jahre gewählt. Das bei der Kommunalwahl am 13. September 2020 erzielte Ergebnis ist in den Diagrammen zu den Stimmenanteilen und zur Sitzverteilung wiedergegeben. 
- Grüne: 10
- SPD: 10
- CDU: 18
- FDP: 4
- AfD: 2

### Bürgermeister
- 1808–1811: Anton Steeger, Maire
- 1811–1814: Anton Wermelskirchen, Maire
- 1815: Leonhard Hamm

| - 1815–1818: Johann Höller - 1818: Ludwig Stucker - 1818–1840: Wilhelm Finkelnburg - 1841–1849: Johann Burrus - 1849–1851: Beigeordneter Roland Offermann - 1851–1862: Gustav Doll - 1862–1865: Karl Freiherr von Müffling - 1865–1897: Jakob Noever - 1897–1921: Christian Simons - 1921–1927: Johann Broichhaus - 1927–1935: Franz Bennauer - 1935–1936: Walter Müller, kommissarischer Bürgermeister | - 1936–1945: Hermann Hover (NSDAP) - 1945–1946: Heinrich Decker (SPD) - 1946–1948: Johannes Scharrenbroich (CDU) - 1948–1958: Jakob Heun (CDU) - 1958–1961: Emil Steinbach (CDU) - 1961–1972: Johann Büscher (CDU) - 1972–1994: Josef Büscher (CDU) - 1994–1999: Siegfried Reimann (CDU) - 1999–2004: Heinz-Willi Schwamborn (CDU) - 2004–2014: Andreas Heider (CDU) - 2014–2020: Jörg Weigt (SPD) - seit 1. November 2020: Christoph Nicodemus (parteilos) |

Amtierender Bürgermeister ist Christoph Nicodemus (parteilos). Er wurde am 13. September 2020 mit 61,44 % zum neuen Bürgermeister der Stadt Overath gewählt. Amtsvorgänger war von 2014 bis 2020 Jörg Weigt (SPD).

### Finanzen
Die Schulden der Stadt Overath beliefen sich zum Stichtag 31. Dezember 2012 auf 101,44 Mio. Euro (3790 Euro je Einwohner). Als eine der ersten Kommunen in Deutschland hat die Stadt Overath am 10. Dezember 2014 für den Bereich der städtischen Finanzen freiwillig eine sogenannte Nachhaltigkeitssatzung beschlossen, über die die Stadt anstrebt, einen weiteren Anstieg der Verschuldung zu verhindern, die bestehenden Schulden zu reduzieren und die dauerhafte finanzielle Leistungs- und Handlungsfähigkeit der Stadt sicherzustellen.

### Wappen
Das Wappen von Overath gibt es seit dem 5. März 1938.
| Wappen von Overath | Blasonierung: „Geteilt von Silber und Blau, oben ein schreitender, doppelschwänziger, blau gekrönter, blau bewehrter roter Löwe, unten eine schwebende goldene Glocke.“ |
| Wappen von Overath | Wappenbegründung: Der Löwe ist der Bergische Löwe. Er verdeutlicht die frühere Zugehörigkeit zum Herrschaftsbereich des Grafen von Berg. Die Kirchenglocke soll für in Overath vom 14. bis 16. Jahrhundert ansässige Glockengießer stehen. Es gibt Zweifel, ob in Overath je Glocken gegossen wurden. Bis heute sind etwa 130 Glocken erhalten, die der Werkstatt einer Familie „von Ouerraide“ zugerechnet werden können, allerdings war diese vermutlich in Köln ansässig. |

### Städtepartnerschaften
Overath unterhält Städtepartnerschaften mit der Stadt Pérenchies in Frankreich und mit Colne Valley, einem Urban District von Kirklees in England. Die deutsch-französische Partnerschaft wurde 1973 von den Bürgermeistern Josef Büscher (Overath) und Roger Dutriez (Pérenchies) besiegelt.

## Kultur und Sehenswürdigkeiten

### Bauwerke

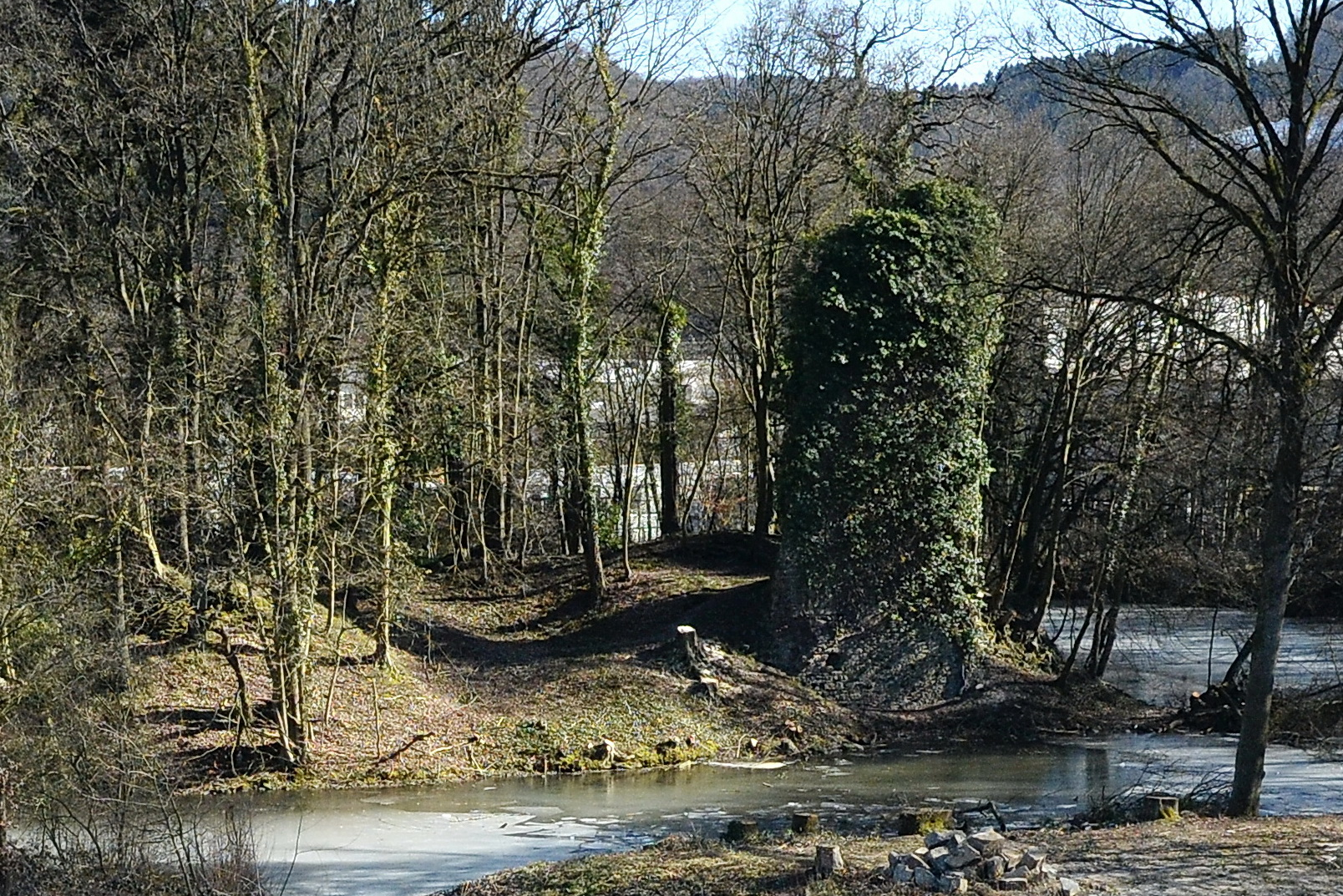
Ruine Burg Großbernsau

Die Ruine der Burg Großbernsau steht in der Nähe der Bundesstraße 55 von Overath in Richtung Engelskirchen in einem frei zugänglichen Waldstück und kann jederzeit besichtigt werden.
siehe auch: Liste der Baudenkmäler in Overath und Liste der Bodendenkmäler in Overath

### Sakralgebäude
Die katholische Kirche im Ort ist der heiligen Walburga geweiht. Bis 1803 bestand im Cyriax eine Klosterniederlassung der Benediktiner-Abtei vom Michaelsberg in Siegburg.
Der Stadtteil Marialinden ist ein Marienwallfahrtsort. Dort steht die Wallfahrtskirche St. Mariä Heimsuchung.

In der Kapellenstraße im Hauptort Overath steht die evangelische Versöhnungskirche.

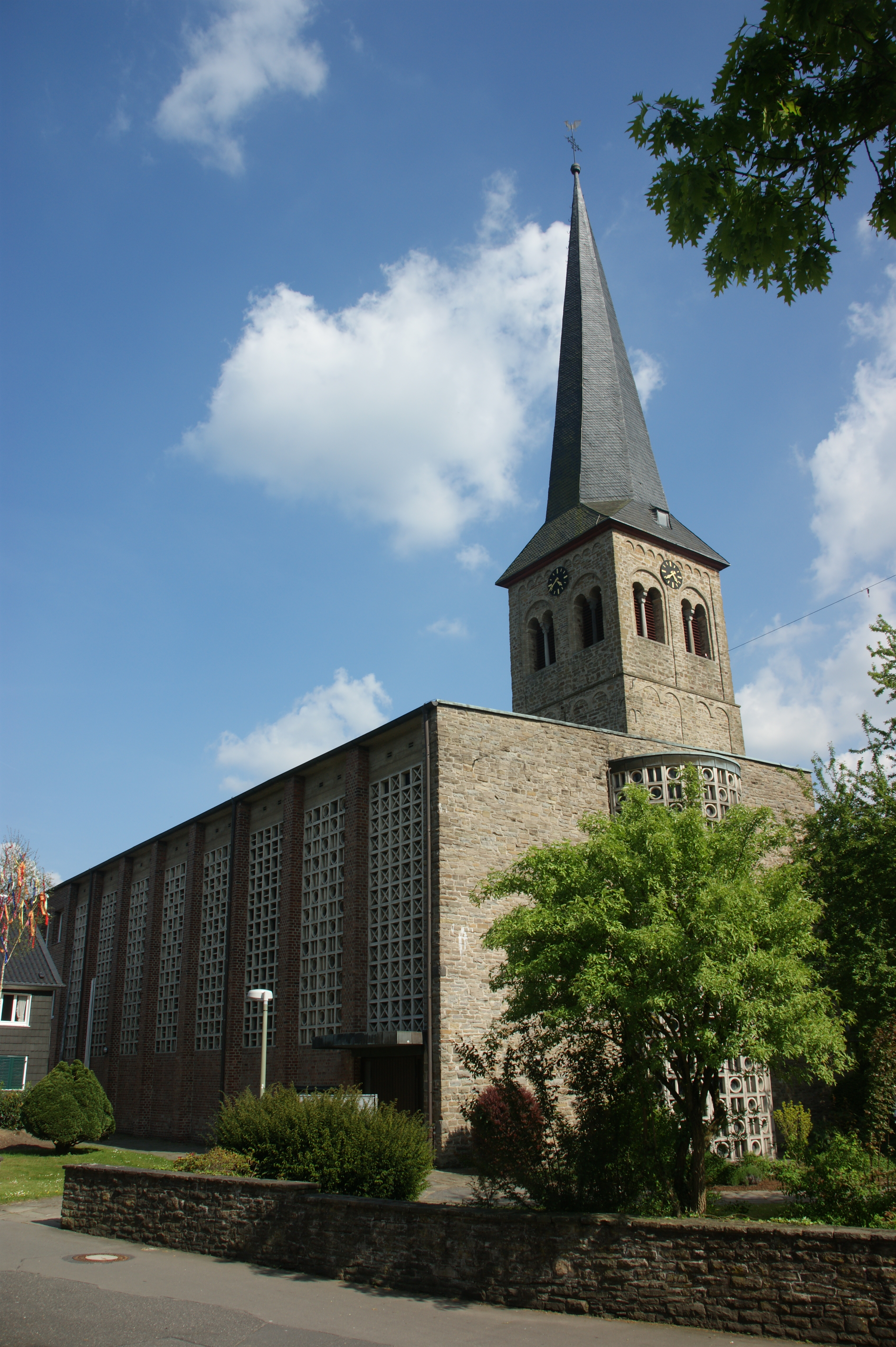
St. Walburga

Im Ortsteil Neichen findet man die Friedenskirche der „Freikirche Overath“.
Die Moschee des islamischen Kultur- und Fördervereins befindet sich in der Hammermühle.
Im Ortsteil Steinenbrück gibt es eine Gemeinde der Neuapostolischen Kirche.

### Sport
Der SSV Overath 1919 e. V. ist der Breitensportverein im Overather Zentrum. Angeboten werden Fußball, Handball, Basketball, Faustball, Volleyball, Leichtathletik, Kinderturnen und Sportgymnastik.
Der Karate-Do Overath e. V. bietet seit 2001 Shotokan Karate in Overath.

### Musik
Zahlreiche Vereine prägen die Musikszene in Overath. Der Männergesangverein und das Tambourcorps „Edelweiß“ sind feste Größen im Overather Vereinsleben und engagieren sich auch über die musikalischen Aktivitäten hinaus. Eine weitere Größe ist die Big Band Overath unter Leitung von Dirk Pawelka, die inzwischen weit über die Grenzen der Stadt bekannt ist.

### Regelmäßige Veranstaltungen
Die Big Band Overath veranstaltet regelmäßig Big Band Festivals, Konzerte und ähnliche Veranstaltungen in Overath und der näheren Umgebung.
Das Pfingst YuAi (japanisch: Freundschaftstreffen) ist die größte Karate-Breitensportveranstaltung Deutschlands. Es wird seit 1991 vom Karate-Dachverband Nordrhein-Westfalen veranstaltet. Ausrichter ist seit 2003 der Karate-Do Overath e. V.
Seit 2004 findet in Overath einmal im Jahr das Overath Rockcity Open Air Festival statt. Nach einer Pause im Jahr 2007 fand die vierte Auflage des Musikfestivals am 16. August 2008 in Overath Cyriax statt.

## Wirtschaft und Infrastruktur
Die Hebesätze für das Jahr 2015 liegen für die Grundsteuer  A bei 360 Prozent, für Grundsteuer B bei 497 % und für die Gewerbesteuer bei 465 %.
Gegenwärtig (November 2017) liegt die Grundsteuer B bei 850 Punkten.

### Verkehr

#### Luftverkehr
Der Flughafen Köln/Bonn ist mit dem Personenkraftwagen in etwa 25 Minuten erreichbar.

#### Schienen- und Busverkehr

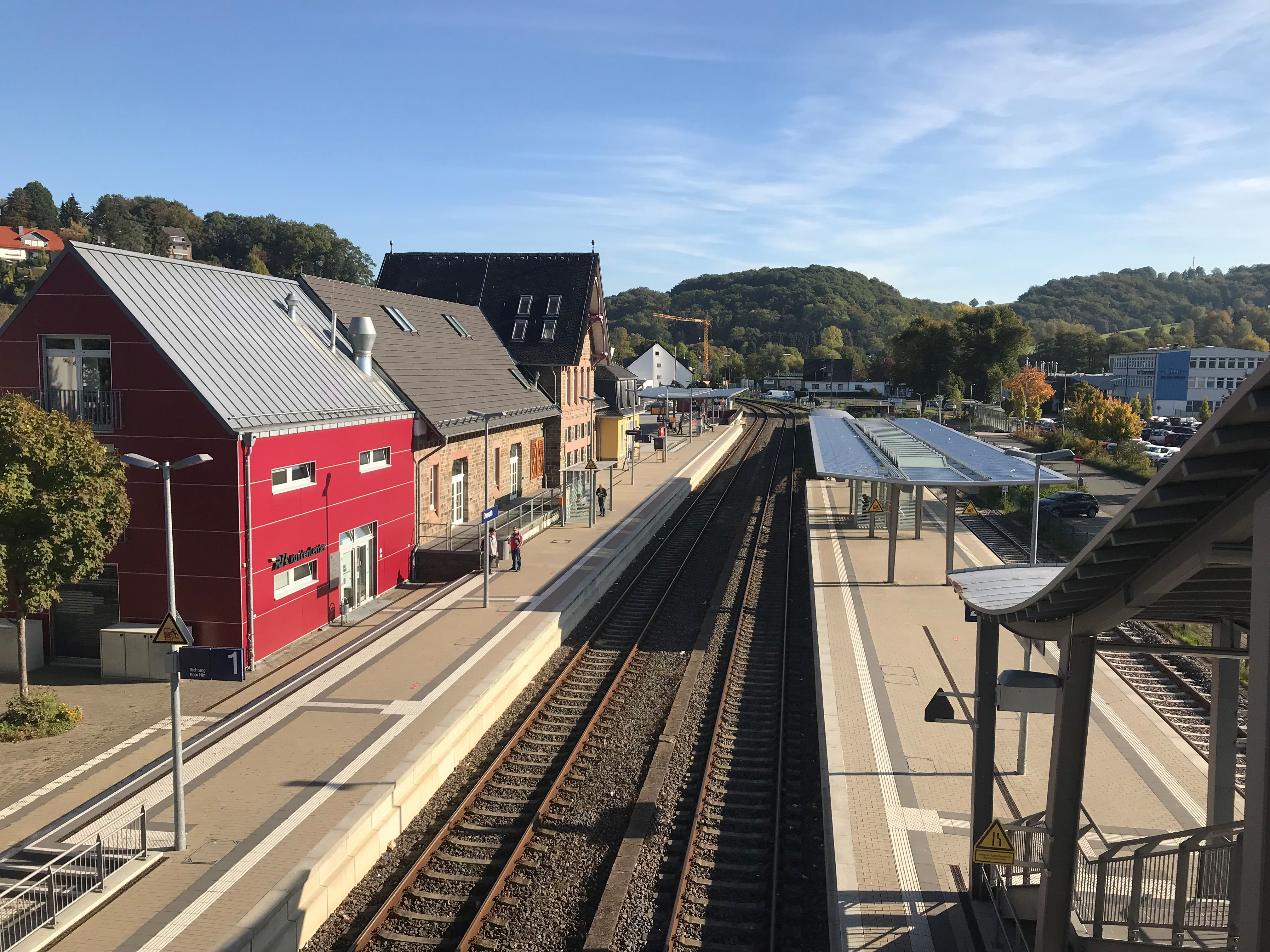
Bahnhof Overath

Durch die günstige Verkehrslage zu Köln und Bonn wohnen in Overath viele Pendler.

Overath liegt an der Aggertalbahn (KBS 459). Die Oberbergische Bahn (RB 25) verkehrt halbstündlich nach Köln und Gummersbach und weiter nach Lüdenscheid alle 60 Minuten. Die Fahrzeit zwischen Overath und Köln Hbf beträgt etwa 35 Minuten.
| Linie | Linienweg                                            | Mo.–Fr. | Sa.     | So.    |
| ----- | ---------------------------------------------------- | ------- | ------- | ------ |
| RB25  | Lüdenscheid – Gummersbach – Overath – Köln-Hansaring | 30 Min. | 30 Min. | 30 Min |

| Linie | Linienweg                                         | Mo.–Fr.             | Sa.          | So.          |
| ----- | ------------------------------------------------- | ------------------- | ------------ | ------------ |
| 310   | Overath – Engelskirchen – Gummersbach             | 30 Min.             | 60 Min.      | 60 Min.      |
| 419   | Overath – Marialinden                             | 60 Min.             | 60 Min.      | 60 Min.      |
| 420   | Overath – Heiligenhaus – Untereschbach – Bensberg | 30 Min.             | 60 Min.      | 60 Min.      |
| 557   | Overath – Lohmar – Siegburg                       | 30 Min.             | 60 Min.      | 60 Min.      |
| 558   | Overath – Neuhonrath – Lohmar                     | 60 Min.             | kein Verkehr | kein Verkehr |
| SB54  | Overath – Much                                    | 30 Min.             | 60 Min.      | 60 Min.      |
| 594   | Overath – Much (Schulverkehr)                     | 3 Fahrten           | kein Verkehr | kein Verkehr |
| N47   | Bensberg – Overath – Bensberg (Nachtverkehr)      | 3 Fahrten (nur Fr.) | 3 Fahrten    | kein Verkehr |

Von der Stadtmitte verkehrt ein Bürgerbus in die nicht durch Busse erschlossenen umliegenden Stadtgebiete.
Overath gehört zum Tarifgebiet des Verkehrsverbundes Rhein-Sieg (VRS).

#### Straßen
Overath wird von der A 4 mit zwei Anschlussstellen bedient, „Overath“ und „Untereschbach“. In der Nähe der Anschlussstelle „Overath“ liegt auch die Autobahnraststätte „Aggertal“.
Die B 55 quert das Stadtgebiet. Aus Richtung Köln führt sie heute bis zur Anschlussstelle Overath über die A 4 und ab dort als eigene Straße weiter Richtung Osten. Die ehemalige Trasse der B 55 traf innerhalb der Ortschaft Overath auf die B 484, die dort beginnt. Heute gehört die Verbindung zwischen dieser Kreuzung und der Anschlussstelle Overath sowohl zur B 55 als auch zur B 484.
Eine alte Handelsstraße von Köln nach Siegen, die Brüderstraße, verlief durch die Stadtteile Untereschbach, Steinenbrück, Heiligenhaus, Overath selbst, die Ortslagen Burg und Landwehr und den Stadtteil Marialinden durch das Stadtgebiet.
In Overath waren am 1. Januar 2018 21.268 Kraftfahrzeuge zugelassen, davon 17.773 Pkw.

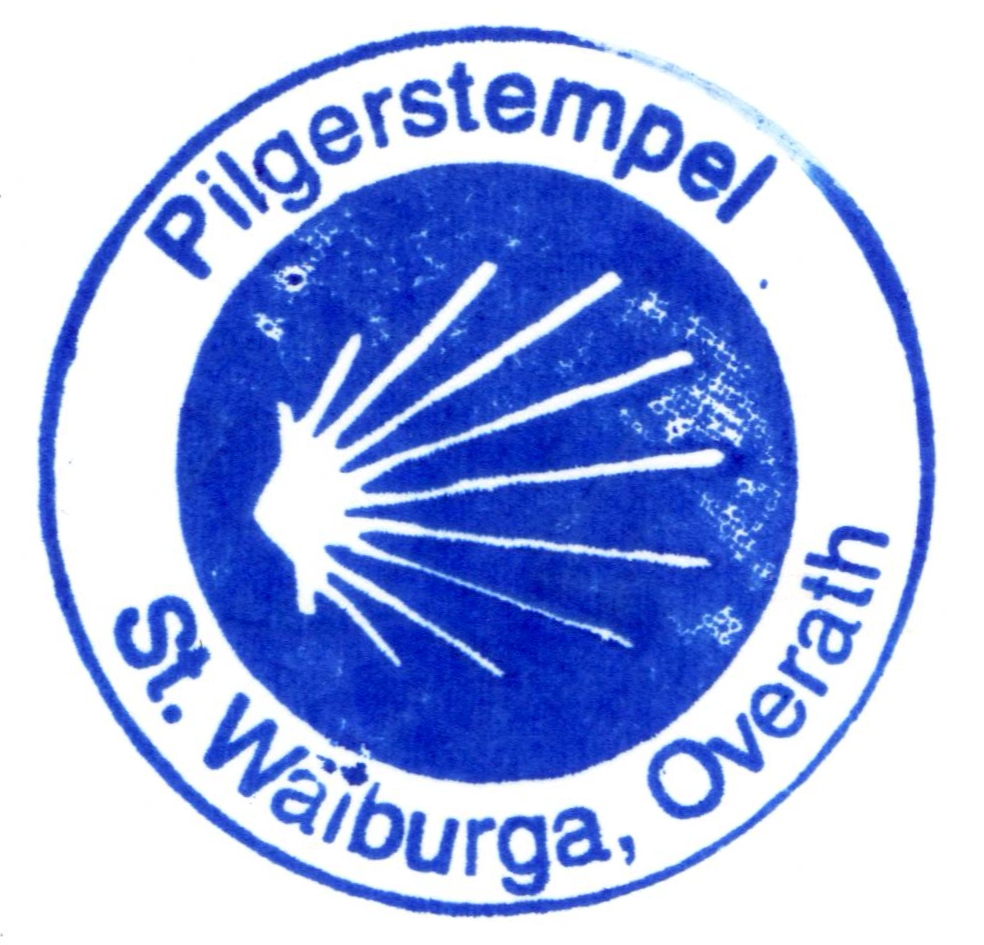
Pilgerstempel der Katholischen Pfarrkirche Sankt Walburga

### Wanderwege
Neben vielen Wanderwegen des Sauerländischen Gebirgsvereins und anderer Organisationen führt der Jakobsweg nach Santiago de Compostela, aus Marburg kommend, mit nächstem Etappenziel Köln durch Overath. An der katholischen Pfarrkirche Sankt Walburga steht eine Stele der Jakobsbruderschaft und im Turm der Kirche befindet sich ein Pilgerstempel.
Die Gegenrichtung ist als Elisabethpfad ausgeschildert, ein Pilgerweg von Köln kommend in Richtung Marburg.

### Ansässige Unternehmen
Die Dienes Werke GmbH & Co. KG hat in Overath ihr Hauptquartier und ihre Entwicklungsabteilung. Sie besteht seit 1913 und stellt heute mit über 400 Mitarbeitern – 200 davon in Overath – verschiedenste Produkte für industrielle Schneidanwendungen her.
Die Metten Stein+Design GmbH & Co. KG stellt Materialien für Stadt-, Landschafts- und Gartengestaltung her. Dazu zählen unter anderem Betonpflastersysteme, Betonplatten, Mauersysteme und Natursteine für die Außengestaltung.
Die Karl Scharrenbroich GmbH & Co. KG ist mit zwei Produktionsstätten im Stadtgebiet ansässig. Das Hauptwerk befindet sich nach wie vor in Overath selber. In der Metallverarbeitung agiert die Firma als Spezialist in der Feinschneidtechnik, vorwiegend als Zulieferer für die Automobilindustrie. Das Unternehmen hat 2020 schließen müssen.
Die RLE International ist ein internationales Dienstleistungsunternehmen.
Soennecken hat seit 2007 den Unternehmenssitz nach Overath verlegt.

### Behörden

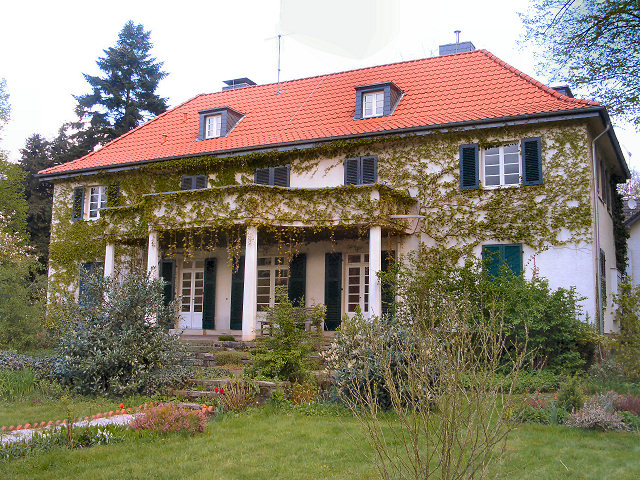
Gut Eichthal

Das Rheinische Amt für Bodendenkmalpflege hat eine Außenstelle auf Gut Eichthal.

### Schulen
- Grundschulen (insgesamt 6) – 1260 Schüler
- Hauptschule – 390 Schüler (in Auflösung)
- Am Schulzentrum Cyriax
  - Sekundarschule Overath (im Aufbau) – 112 Schüler
  - Bergische Realschule (BRO) (in Auflösung) – 630 Schüler
  - Paul-Klee-Gymnasium (PKG) – 1041 Schüler

(Grundschulen, Hauptschule, BRO Stand September 2009, PKG Stand März 2015)
Alle Grundschulen verfügen über Plätze der Offenen Ganztagsgrundschule.
- Volkshochschule Overath/Rösrath

### Bibliotheken

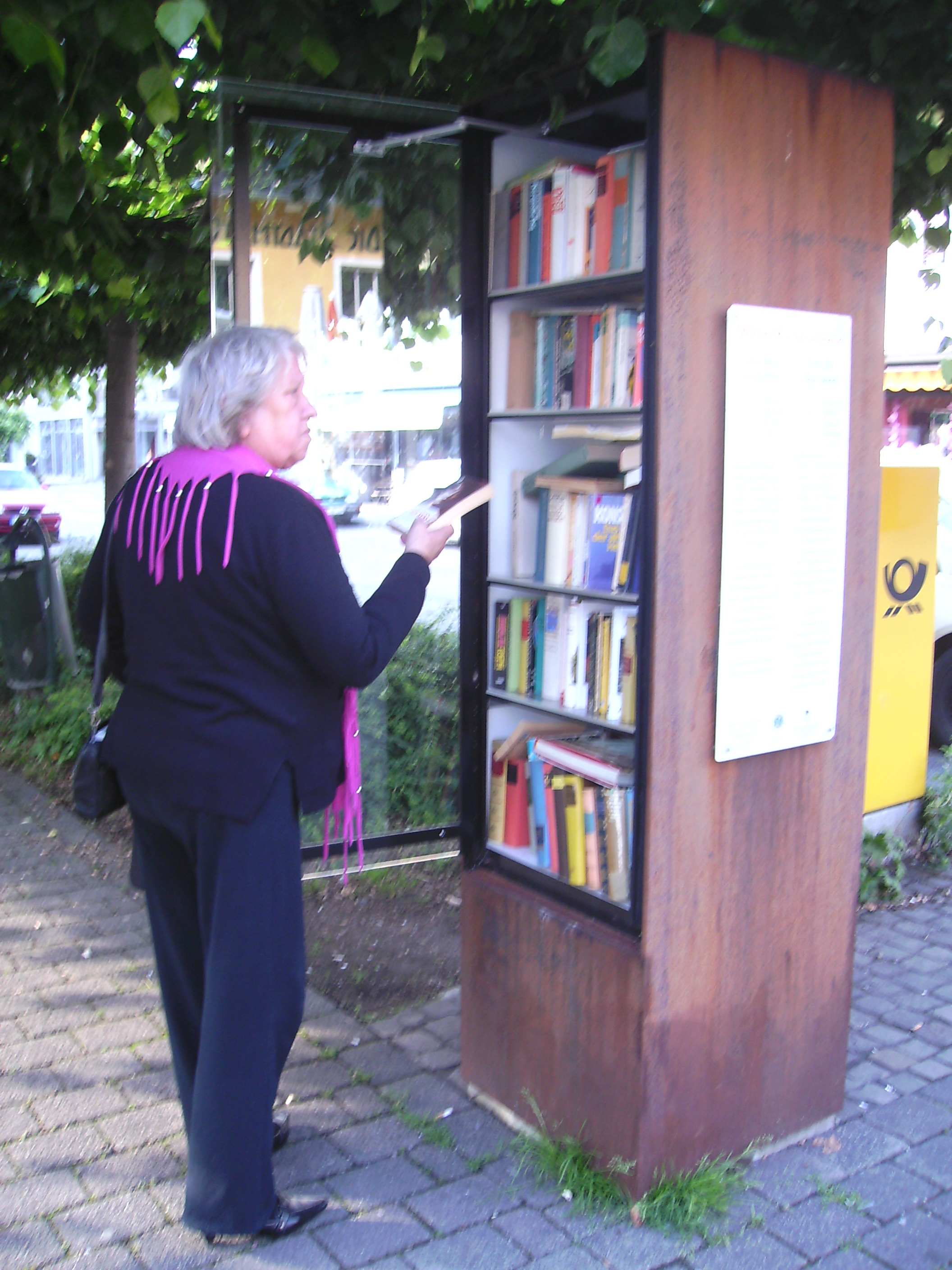
Der Bücherschrank wird rege genutzt

Als Einrichtung der Katholischen Kirchengemeinde St. Walburga in Kooperation mit der Stadt Overath ist die Stadtbücherei St. Walburga für die allgemeine Informations- und Literaturversorgung zuständig. Sie liegt im Stadtzentrum am Steinhofplatz und hat über 40.000 Besucher pro Jahr. Das Medienangebot umfasst 20.000 Bücher, Zeitschriften, Hörbücher, Musik-CDs, CD-ROMs, DVDs, Videos sowie Gesellschaftsspiele. Zum Angebot gehören außerdem zwei Internet-Arbeitsplätze und die Online-Fernleihe. Im Veranstaltungsangebot nimmt die Leseförderung für Kinder einen wichtigen Platz ein. Der Bestandskatalog und weitere Informationen sind über die Bibliotheks-Homepage aufrufbar. (Stand: Juli 2006)
Zwei kleinere Katholische Öffentliche Büchereien befinden sich in Heiligenhaus (KÖB St. Rochus) und Marialinden (KÖB St. Mariä Heimsuchung).
Eine Schulbibliothek gibt es am Schulzentrum Cyriax.
Seit 2011 befindet sich auf dem Platz vor dem Kulturbahnhof ein öffentlicher Bücherschrank.

### Medizinische Versorgung
Overath verfügt über kein Krankenhaus. Die medizinische Versorgung übernehmen die Krankenhäuser in den Nachbarorten Bergisch Gladbach (Bensberg) und Engelskirchen.

## Persönlichkeiten

### Söhne und Töchter der Stadt
- Ferdinand Stiefelhagen (1822–1902), Theologe und Domherr in Köln, wurde im Stadtteil Marialinden geboren
- Martin Faßbender (1856–1943), Professor für Genossenschaftswesen, katholischer Publizist und Abgeordneter der Zentrumspartei, wurde im Ortsteil Steinenbrück geboren
- Heinrich Römer (1859–1931), Obersteiger auf der Grube Lüderich, wurde im Ortsteil Immekeppel geboren
- Karl Büren (1871–1942), deutscher Verwaltungsjurist und Politiker (NLP)
- Anna Müller-Tannewitz (1899–1988/1989), Jugendbuchautorin
- Herbert Engelsing (1904–1962), Jurist und Filmproduzent
- Marie-Luise Heuser (* 1954), Philosophin, wuchs im Ortsteil Großbernsau auf

### Persönlichkeiten, die in dieser Stadt gewirkt haben
- Albert Siebenmorgen (1894–1978), Fotograf, Maler, Heimatforscher und Lehrer, von 1919 bis 1962 Lehrer im Ortsteil Immekeppel
- Helmut Krause (1913–2015), Geschichtsforscher und Hobby-Archäologe.[33][34]
- Alexander von Cube (1927–2013), Wissenschaftsjournalist, wohnte in Overath
- Hans Blum (Henry Valentino) (1928–2024), Komponist, Texter, Musikproduzent und Sänger, wohnte im Ortsteil Untergründemich
- Gero Bisanz (1935–2014), Fußballspieler und Fußballtrainer, lebte in Overath
- Peer Augustinski (1940–2014), Schauspieler, wohnte in Overath
- Michael Gechter (1946–2018), Provinzialrömischer Archäologe, wirkte 1989 bis 2012 auf Gut Eichthal
- Peter Orloff (* 1944), Schlagersänger, Komponist, Texter, Produzent und Schauspieler, wohnt in Overath
- Hermann-Josef Frisch (* 1947), Sachbuchautor, wirkte als Pfarrer in Overath
- Rainer Deppe (* 1956), Landtagsabgeordneter für den Rheinisch-Bergischen Kreis II
- Markus Maria Profitlich (* 1960), Komiker, Schauspieler und Synchronsprecher, hatte sein Büro im Ortsteil Untereschbach
- Theo Pagel (* 1961), Direktor des Kölner Zoos und Autor, wohnt in Overath.[35]
- Henry Maske (* 1964), Boxer, hat ein Haus in der Nähe des Ortskerns gekauft
- Ingo Appelt (* 1967), Comedian, wohnte im Ortsteil Marialinden
- Alexander Duszat (Elton) (* 1971), Fernsehmoderator (TV total), wohnt im Ortsteil Großhurden